# Samuel Des Marets
Samuel Des Marets (o Desmaretes; latino: Maresius; Oisemont, 1599 – Groninga, 18 maggio 1673) è stato un teologo francese di fede protestante.

## Biografia
Figlio di un presbitero ugonotto e nativo della Piccardia, nella Francia settentrionale, dopo una formazione di base a Parigi, a partire dal 1616 studiò teologia protestante dal 1616 presso l'Académie de Saumur sotto la supervisione di Gomarus e con Louis Cappel, e poi a Ginevra al tempo del Sinodo di Dordrecht.
Nel 1620 fu ordinato presbitero e fu predicatore a Laon fino al sorgere di una controversia coi missionari cattolici, che lo costrinse a fuggire. Avvertendo un pericolo di morte, nel 1624 si trasferì altrove, ma non riuscì a sfuggire a un attentato alla sua vita.
Dopo aver ottenuto un dottorato in teologia all'Università di Leida, divenne professore all'Accademia di Sedan (nel 1625), che lasciò nel 1631 per seguire le orme di Henri de La Tour d'Auvergne, visconte di Turenne.
Fu quindi parroco e predicatore vallone a Maastricht (dal 1633 al 1636), parroco e professore a 's-Hertogenbosch (nel 1636) e docente di teologia a Groninga (nel 1643), dove succedette al maestro Gomarus e rimase fino alla morte, nonostante numerosi altri incarichi. Fu per quattro volte rettore di quest'ultimo ateneo.
La sua reputazione lo portò ad essere professore invitato a Marburgo, Losanna e Leida. 
Morì a Groninga il 18 maggio 1673.

## Attività
Il suo libro di testo di teologia dogmatica intitolato Collegium theologicum (del 1645) fu una delle opere teologiche più influenti dell'Ortodossia riformata.
Maresius dcrisse più di cento opere, tra cui un Systhema theologiae (pubblicato a Groninga nel 1645 la cui quarta edizione del 1673 includeva un'appendice riportante un elenco dei suoi scritti), elaborato e diffuso libro di testo scolastico. 
Teologo della scuola dei controversi, all'inizio apparve principalmente avverso al Cattolicesimo. Fin dai tempi di 's-Hertogenbosch cercò di difendere la dottrina ortodossa così come era stata stabilita nel Sinodo di Dordrecht del 1618/19. La sua attività letteraria di polemista si diresse contro i cattolici romani, i sociniani, gli arminiani, l'amiraldismo rappresentato da Jean Daillé, il chiliasmo di Jean de Labadie, ma anche con lunghe e violente discussioni contro l'ortodosso Gisbert Voetius, che ebbero termine solo quando entrambi si rivoltarono contro Johannes Coccejus. 
Mosse, infine, alcuni rilievi contro la filosofia di René Descartes.